# لورنزو مورلی
لورنزو مورلی (انگلیسی: Lorenzo Morelli؛ زادهٔ ۲۵ آوریل ۱۹۸۸) بازیکن فوتبال اهل ایتالیا است.
از باشگاه‌هایی که در آن بازی کرده‌است می‌توان به باشگاه فوتبال رجانا، باشگاه فوتبال فیورنتینا، و باشگاه فوتبال ونتزیا اشاره کرد.